# Samsung Galaxy Mini 2
Il Samsung GT-S6500 Galaxy Mini 2, chiamato più semplicemente Galaxy Mini 2, è uno smartphone prodotto da Samsung, facente parte della serie Samsung Galaxy è il successore del Galaxy Mini ("Next"" in Italia e "Pop" in India). Questo dispositivo uscì nel febbraio 2012. Il Galaxy Mini 2 è disponibile nei colori nero, bianco, e nero con il retro giallo.
Il 24 settembre 2012 Samsung ha annunciato che il Galaxy Mini 2 in futuro sarebbe stato aggiornato ad Android 4.1.2 "Jelly Bean". In seguito, Samsung abbandonò lo sviluppo di Jelly Bean per il Mini 2.